# Harmonia
Гармонія (Harmonia Mulsant, 1850) — рід комах з родини кокцинелід, або сонечок ряду Твердокрилі, або жуки́.
Забарвлення тіла вкрай різноманітне.

## Видовий склад
У складі роду — низка відомих видів завдяки високій їх інвазивності та надзвичайно широкій мінливості, зокрема Гармонія азійська (Harmonia axyridis).
- Harmonia axyridis (Pallas, 1773)
- Harmonia dimidiata (Fabricius, 1781)
- Harmonia dunlopi (Crotch, 1874)
- Harmonia eucharis (Mulsant, 1853)
- Harmonia expallida (Weise, 1907)
- Harmonia octomaculata (Fabricius, 1781)
- Harmonia quadripunctata (Pontoppidan, 1763)
- Harmonia sedecimnotata (Fabricius, 1801)
- Harmonia yedoensis (Takizawa, 1917)

## Поширення
Види роду поширені всесвітньо.
У Франції відомо 3 види: Harmonia axyridis, Harmonia conformis, Harmonia quadripunctata Harmonia dimidiata мешкає в Азії від Пакистану до Японії У Новій Гвінеї відомо 4 види.